# PDF Guru
PDF Guru es una plataforma en línea para la gestión de archivos PDF, que ofrece funciones de edición, conversión, combinación, división y más. Admite una amplia gama de formatos populares, incluidos Word, Excel, EPUB y JPG, así como formatos antiguos como DjVu.

## Historia
PDF Guru fue fundada el 1 de marzo de 2023 por Fedir Kotiai, quien es el director ejecutivo, en Kyiv, Ucrania. El sitio web de PDF Guru se lanzó oficialmente en julio de 2023, y en noviembre de 2023 se introdujeron versiones del sitio en italiano y francés, ampliando su accesibilidad a una audiencia más amplia.
En 2024, PDF Guru amplió su alcance al introducir ocho versiones adicionales en otros idiomas, incluido el japonés. En marzo del mismo año, la plataforma también lanzó un blog que presenta artículos informativos sobre el uso de sus servicios, así como discusiones sobre varios temas relevantes. En abril, se añadió el cifrado de archivos del usuario en el servidor, y en julio, la compañía lanzó una base de datos integral de plantillas de formularios oficiales, que incluye documentos esenciales como formularios del IRS y seguros de salud.
A partir de julio de 2024, PDF Guru ha recibido una calificación de 4.1 en Trustpilot.
PDF Guru ofrece servicios de gestión de PDF, incluyendo la edición, compresión, combinación, creación, división, anotación y conversión de archivos.